# Tucson Open
Tucson Open var en av herrarnas golftävlingar på den amerikanska PGA-touren mellan åren 1945 till 2006.
Tävlingen har spelats sedan 1945 och den hålls på Tucson National Golf Resort and Spa i Tucson, Arizona i februari varje år. Tävlingen har genom åren haft 13 spelare som har tagit sin första PGA-seger. Den spelas samtidigt som WGC-Accenture Match Play Championship där de 64 bästa spelarna på golfens världsranking deltar. Prissumman 2005 var 3 miljoner dollar, varav 540,000$ gick till vinnaren.

## Historia
Sedan Tucson Opens inträde på den amerikanska PGA Touren så har såväl namn som spelbana skiftat genom åren. Tävlingen startades av Leo Diegel som själv är invald i World Golf Hall of Fame, och spelades på El Rio Golf Club utanför Tucson, som även var den klubb Diegel var arbetade som pro på.
Den första upplagan av Tucson Open hölls 19-21 januari 1945 och bestod av ett startfält av 47 spelare och avslutades med 36 hål 21 januari; 18 på morgonen och 18 på eftermiddagen. Vinnaren Ray Mangrum erhöll en vinst på 1000$.
1963 flyttar tävlingen från El Rio GC till Forty Niner Country Club, där tävlingen kom att arrangeras i två år, för att sedan flyttas till Tucson National Golf Club där tävlingen spelades 1965-1978. 1979 spelades tävlingen på Randolph Park Golf Course, för att året därpå 1980 återigen spelas på Tucson National Golf Club och 1981 flyttas tillbaka till  Randolph Park Golf Course, där den spelades i sex säsonger, för att 1987 spelas på TPC at StarPass och från och med 1990 alternerar tävlingen mellan två golfklubbar: TPC at StarPass och Randolph Park Golf Course.
Mellan åren 1984 till 1986 var Tucson Open en matchspelstävling och var ett samarbete mellan PGA Tour och Senior PGA Tour där spelare från bägge tourerna deltog.

## Segrare
En svensk spelare har vunnit tävlingen och det är Gabriel Hjertstedt som 1999 vann före tvåan Tommy Armour III.
| År                                   | Spelare                    | Resultat                   | Mot par                    | Segermarginal              | Runner(s)-up                                              |
| Chrysler Classic of Tucson           | Chrysler Classic of Tucson | Chrysler Classic of Tucson | Chrysler Classic of Tucson | Chrysler Classic of Tucson | Chrysler Classic of Tucson                                |
| ------------------------------------ | -------------------------- | -------------------------- | -------------------------- | -------------------------- | --------------------------------------------------------- |
| 2006                                 | Kirk Triplett              | 266                        | −22                        | 1 slag                     | Jerry Kelly                                               |
| 2005                                 | Geoff Ogilvy               | 269                        | −19                        | Särspel                    | Mark Calcavecchia Kevin Na                                |
| 2004                                 | Heath Slocum               | 266                        | −22                        | 1 slag                     | Aaron Baddeley                                            |
| 2003                                 | Frank Lickliter            | 269                        | −19                        | 2 slag                     | Chad Campbell                                             |
| Touchstone Energy Tucson Open        |                            |                            |                            |                            |                                                           |
| 2002                                 | Ian Leggatt                | 268                        | −20                        | 2 slag                     | David Peoples Loren Roberts                               |
| 2001                                 | Garrett Willis             | 273                        | −15                        | 1 slag                     | Kevin Sutherland                                          |
| 2000                                 | Jim Carter                 | 269                        | −19                        | 2 slag                     | Chris DiMarco Tom Scherrer Jean van de Velde              |
| 1999                                 | Gabriel Hjertstedt         | 276                        | −12                        | Särspel                    | Tommy Armour III                                          |
| Tucson Chrysler Classic              |                            |                            |                            |                            |                                                           |
| 1998                                 | David Duval                | 269                        | −19                        | 4 slag                     | Justin Leonard David Toms                                 |
| 1997                                 | Jeff Sluman                | 275                        | −13                        | 1 slag                     | Steve Jones                                               |
| Nortel Open                          |                            |                            |                            |                            |                                                           |
| 1996                                 | Phil Mickelson (3)         | 273                        | −14                        | 2 slag                     | Bob Tway                                                  |
| Northern Telecom Open                |                            |                            |                            |                            |                                                           |
| 1995                                 | Phil Mickelson (2)         | 269                        | −19                        | 1 slag                     | Jim Gallagher, Jr. Scott Simpson                          |
| 1994                                 | Andrew Magee               | 270                        | −18                        | 2 slag                     | Jay Don Blake Loren Roberts Vijay Singh Steve Stricker    |
| 1993                                 | Larry Mize                 | 271                        | −17                        | 2 slag                     | Jeff Maggert                                              |
| 1992                                 | Lee Janzen                 | 270                        | −18                        | 1 slag                     | Bill Britton                                              |
| 1991                                 | Phil Mickelson (a)         | 272                        | −16                        | 1 slag                     | Tom Purtzer Bob Tway                                      |
| Northern Telecom Tucson Open         |                            |                            |                            |                            |                                                           |
| 1990                                 | Robert Gamez               | 270                        | −18                        | 4 slag                     | Mark Calcavecchia Jay Haas                                |
| 1989                                 | Ingen tävling              | Ingen tävling              | Ingen tävling              | Ingen tävling              | Ingen tävling                                             |
| 1988                                 | David Frost                | 266                        | −22                        | 5 slag                     | Mark Calcavecchia Mark O'Meara                            |
| Seiko Tucson Open                    |                            |                            |                            |                            |                                                           |
| 1987                                 | Mike Reid                  | 268                        | −20                        | 4 slag                     | Chip Beck Mark Calcavecchia Hal Sutton Fuzzy Zoeller      |
| Seiko-Tucson Match Play Championship |                            |                            |                            |                            |                                                           |
| 1986                                 | Jim Thorpe (2)             | 4 slag                     | 4 slag                     | 4 slag                     | Scott Simpson                                             |
| 1985                                 | Jim Thorpe                 | 4 & 3                      | 4 & 3                      | 4 & 3                      | Jack Renner                                               |
| 1984                                 | Tom Watson (2)             | 2 & 1                      | 2 & 1                      | 2 & 1                      | Gil Morgan                                                |
| Joe Garagiola-Tucson Open            |                            |                            |                            |                            |                                                           |
| 1983                                 | Gil Morgan                 | 271                        | −9                         | Särspel                    | Curtis Strange Lanny Wadkins                              |
| 1982                                 | Craig Stadler              | 266                        | −14                        | 3 slag                     | Vance Heafner John Mahaffey                               |
| 1981                                 | Johnny Miller (4)          | 265                        | −15                        | 2 slag                     | Lon Hinkle                                                |
| 1980                                 | Jim Colbert                | 270                        | −22                        | 4 slag                     | Dan Halldorson                                            |
| 1979                                 | Bruce Lietzke (2)          | 265                        | −15                        | 2 slag                     | Buddy Gardner Jim Thorpe Tom Watson                       |
| 1978                                 | Tom Watson                 | 274                        | −14                        | 3 slag                     | Bobby Wadkins                                             |
| 1977                                 | Bruce Lietzke              | 275                        | −13                        | Särspel                    | Gene Littler                                              |
| NBC Tucson Open                      |                            |                            |                            |                            |                                                           |
| 1976                                 | Johnny Miller (3)          | 274                        | −14                        | 3 slag                     | Howard Twitty                                             |
| Dean Martin Tucson Open              |                            |                            |                            |                            |                                                           |
| 1975                                 | Johnny Miller (2)          | 263                        | −25                        | 9 slag                     | John Mahaffey                                             |
| 1974                                 | Johnny Miller              | 272                        | −16                        | 3 slag                     | Ben Crenshaw                                              |
| 1973                                 | Bruce Crampton             | 277                        | −11                        | 5 slag                     | George Archer Gay Brewer Labron Harris, Jr. Bobby Nichols |
| 1972                                 | Miller Barber              | 273                        | −15                        | Särspel                    | George Archer                                             |
| Tucson Open Invitational             |                            |                            |                            |                            |                                                           |
| 1971                                 | J. C. Snead                | 273                        | −15                        | 1 slag                     | Dale Douglass                                             |
| 1970                                 | Lee Trevino (2)            | 275                        | −13                        | Särspel                    | Bob Murphy                                                |
| 1969                                 | Lee Trevino                | 271                        | −17                        | 7 slag                     | Miller Barber                                             |
| 1968                                 | George Knudson             | 273                        | −15                        | 1 slag                     | Frank Beard Frank Boynton                                 |
| 1967                                 | Arnold Palmer              | 273                        | −15                        | 1 slag                     | Chuck Courtney                                            |
| 1966                                 | Joe Campbell               | 278                        | −10                        | Särspel                    | Gene Littler                                              |
| 1965                                 | Bob Charles                | 271                        | −17                        | 4 slag                     | Al Geiberger                                              |
| 1964                                 | Jacky Cupit                | 274                        | −14                        | 2 slag                     | Rex Baxter                                                |
| 1963                                 | Don January                | 266                        | −22                        | 11 slag                    | Gene Littler Phil Rodgers                                 |
| 1962                                 | Phil Rodgers               | 263                        | −17                        | 3 slag                     | Jim Ferrier                                               |
| Home of the Sun Open                 |                            |                            |                            |                            |                                                           |
| 1961                                 | Dave Hill                  | 269                        | −11                        | Särspel                    | Tommy Bolt Bud Sullivan                                   |
| Tucson Open Invitational             |                            |                            |                            |                            |                                                           |
| 1960                                 | Don January                | 271                        | −9                         | 3 slag                     | Bob Harris                                                |
| 1959                                 | Gene Littler               | 266                        | −14                        | 1 slag                     | Joe Campbell Art Wall, Jr.                                |
| 1958                                 | Lionel Hebert              | 265                        | –15                        | 2 slag                     | Don January                                               |
| 1957                                 | Dow Finsterwald            | 269                        | –11                        | Särspel                    | Don Whitt                                                 |
| 1956                                 | Ted Kroll                  | 264                        | −16                        | 3 slag                     | Dow Finsterwald                                           |
| Tucson Open                          |                            |                            |                            |                            |                                                           |
| 1955                                 | Tommy Bolt (2)             | 266                        | −14                        | 3 slag                     | Bud Holscher Art Wall, Jr.                                |
| 1954                                 | Ingen tävling              | Ingen tävling              | Ingen tävling              | Ingen tävling              | Ingen tävling                                             |
| 1953                                 | Tommy Bolt                 | 265                        | −15                        | 1 slag                     | Chandler Harper                                           |
| 1952                                 | Henry Williams, Jr.        | 274                        | −6                         | 2 slag                     | Cary Middlecoff                                           |
| 1951                                 | Lloyd Mangrum (2)          | 269                        | −11                        | 2 slag                     | Jack Burke, Jr. Jim Turnesa Lew Worsham                   |
| 1950                                 | Chandler Harper            | 267                        | −13                        | 2 slag                     | Sam Snead                                                 |
| 1949                                 | Lloyd Mangrum              | 263                        | −17                        | 5 slag                     | Al Smith                                                  |
| 1948                                 | Skip Alexander             | 264                        | −16                        | 1 slag                     | Johnny Palmer                                             |
| 1947                                 | Jimmy Demaret (2)          | 264                        | −16                        | 3 slag                     | Ben Hogan                                                 |
| 1946                                 | Jimmy Demaret              | 268                        | −12                        | 4 slag                     | Herman Barron                                             |
| 1945                                 | Ray Mangrum                | 268                        | −12                        | 1 slag                     | Byron Nelson                                              |

## Flerfaldiga vinnare
Nio personer har vunnit tävlingen mer än en gång:
- 4 vinster
  - Johnny Miller: 1974, 1975, 1976, 1981
- 3 vinster
  - Phil Mickelson: 1991(a), 1995, 1996
- 2 vinster
  - Jim Thorpe: 1985, 1986
  - Bruce Lietzke: 1977, 1979
  - Lee Trevino: 1969, 1970
  - Don January: 1960, 1963
  - Tommy Bolt: 1953, 1955
  - Lloyd Mangrum: 1949, 1951
  - Jimmy Demaret, 1946, 1947[3]

(a) innebär att spelaren var amatör vid tillfället. 

## Namn på tävlingen
| År        | Namn                                 |
| 1945-1955 | Tucson Open                          |
| 1956-1960 | Tucson Open Invitational             |
| 1961      | Home of the Sun Open                 |
| 1962-1971 | Tucson Open Invitational             |
| 1972-1975 | Dean Martin Tucson Open              |
| 1976      | NBC Tucson Open                      |
| 1977-1983 | Joe Garagiola-Tucson Open            |
| 1984-1986 | Seiko-Tucson Match Play Championship |
| 1987      | Seiko Tucson Open                    |
| 1988-1990 | Northern Telecom Tucson Open         |
| 1991-1995 | Northern Telecom Open                |
| 1996      | Nortel Open                          |
| 1997-1998 | Tucson Chrysler Classic              |
| 1999-2002 | Touchstone Energy Tucson Open        |
| 2003-2006 | Chrysler Classic of Tucson           |